# Tazarine
Tazarine (árabe تازارين) es una localidad y comuna rural de la provincia de Taza, en la región de Fez-Mequinez, Marruecos. Según el censo de 2014 tenía una población total de 2.623 personas.